# Aphelocoma coerulescens
La chara floridana (Aphelocoma coerulescens), conocida también como chara pecho rayado o urraca de los matorrales, es una especie de ave paseriforme de la familia Corvidae. Es la única especie de ave endémica del estado de Florida y una de las 15 especies endémicas de los Estados Unidos.  
Debido a esto es muy buscada por los observadores de aves que viajan desde todo el país para observar esta especie. Se sabe que han estado presentes en la Florida como una especie común reconocible distinta por al menos 2 millones de años, posiblemente se deriva del Aphelocoma californica.

## Descripción
Mide de entre 23 a 28 cm de longitud y pesa de 66 a 92 g, con un promedio de 80,2 g. La envergadura de la es 33 a 36 cm.
La cabeza la nuca y las alas son azules, la frente blanquecina, las partes inferiores grisáceas y la espalda gris, la cola es larga y de color azul. Las patas y el pico son negros.

## Distribución y hábitat
Es originario de Estados Unidos, encontrándose solo en el estado de Florida. Su hábitat natural son los breñales de Florida, un ecosistema que existe sólo en el centro de Florida y se caracteriza por los suelos pobres en nutrientes,  sequías ocasionales y los frecuentes incendios forestales.

## Comportamiento
En épocas de cría se han observado hasta seis ayudantes en el nido de una pareja. Estos "ayudantes", que suelen ser machos adultos hijos de la pareja reproductora, están preparados desde un punto de vista fisiológico para tener descendencia, pero invierten su tiempo y energía en alimentar a sus hermanos y en defender el territorio de la pareja reproductora (sus padres).
Aunque los ayudantes de cría obtienen beneficios en términos de eficacia biológica indirecta por el hecho de ayudar a sus padres, estos beneficios no son tan importantes como los que obtendrían si tuvieran su propia descendencia. Sin embargo, el análisis de la densidad poblacional y de la disponibilidad de territorios para nidificar, indica que, a menos que un macho tenga un rango de dominancia elevado, no podrá hacerse con un territorio de nidificación ni defenderlo contra sus coespecíficos. Solamente los ayudantes de cría que ocupan los rango más elevados dejan de ser ayudantes y obtienen un territorio cuando fallece un vecino o uno de sus padres.